# 洛布
洛布（法語：Lobbes，法語發音：[lɔb] ⓘ）是比利时瓦隆大区埃諾省蒂安區的一个市镇，通行法语，是比利时法语社群的一部分，面积32.08平方千米，人口5,885人（2020年1月1日）。